# Trichomma shennongicum
Trichomma shennongicum är en stekelart som beskrevs av Wang 1985. Trichomma shennongicum ingår i släktet Trichomma och familjen brokparasitsteklar. Inga underarter finns listade i Catalogue of Life.